# Ónos eső

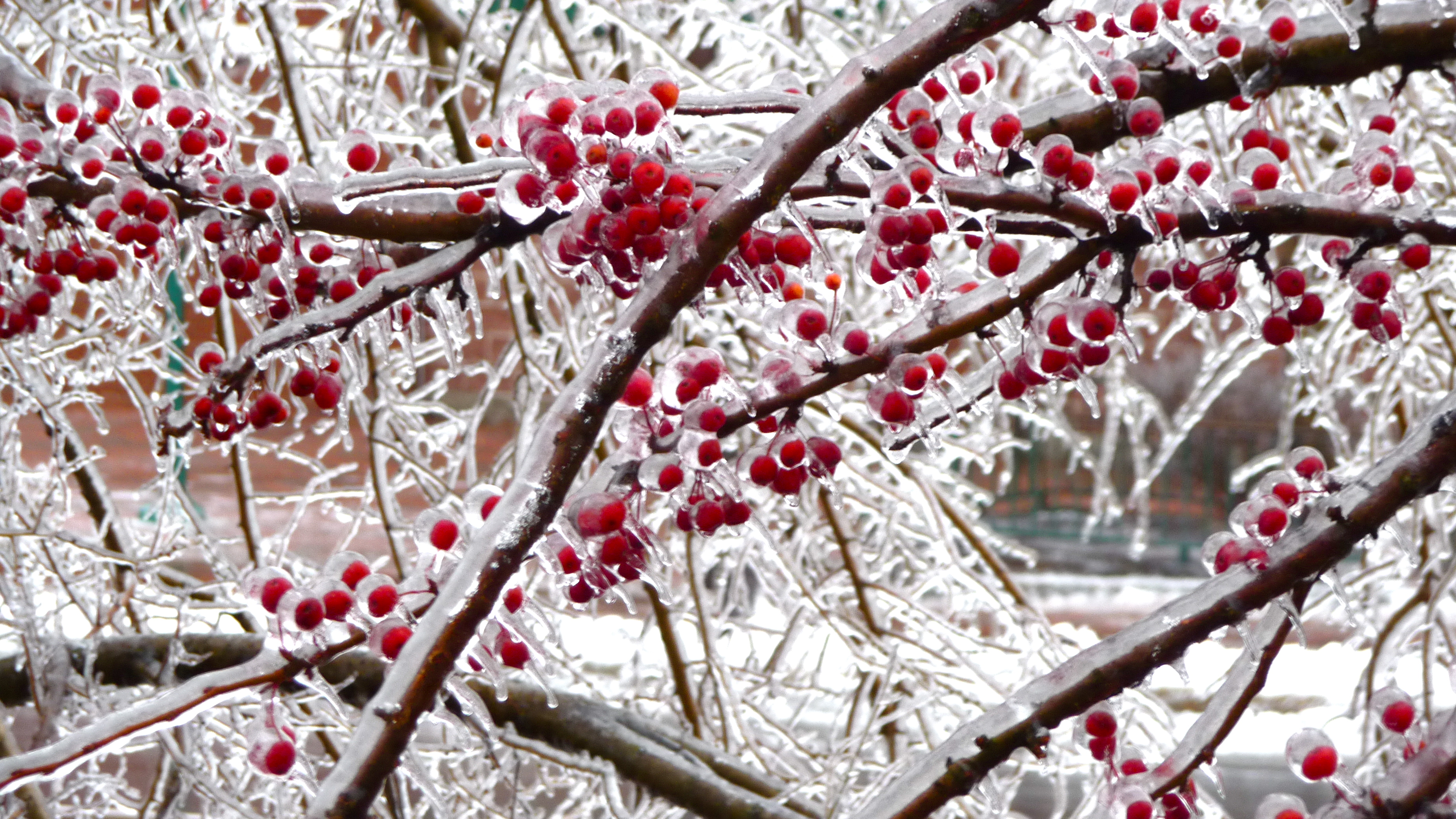
Ónos eső következtében keletkezett jégbevonat egy vörös bogyós termésű cserjén

Az ónos eső vagy ólmos eső vegyes halmazállapotú, túlhűlt vízcseppekből álló csapadékfajta, amely a talajra hullva azonnal megfagy és a jéghideg folyadékcseppekből kemény jégbevonat képződik. Ónos szitálásról beszélünk, ha a túlhűlt cseppek átmérője 0,5 mm alatti. Magyarországon az Országos Meteorológiai Szolgálat (OMSZ) veszélyjelző rendszere figyelmeztető előrejelzést és riasztást ad ki, az ónos eső bekövetkezés előtt általában fél–három órával, második lépcsőben pedig figyelmet felhívó, térképes formában megjelenő riasztást is kiad.

## Etimológia
Az „ónos eső” vagy „ólmos eső” kifejezés a magyar nyelv sajátos jelzős szerkezete, mindkét kifejezést régóta használjuk. Az ón, ónos szavunk és az ón, ólom fémek elnevezése is, a nyelvészek feltételezése szerint az ősi onu, olnu szavakból kialakult finnugor eredetű szó. Csak a 19. században vált ketté a két kémiai elem elnevezése, amelyet addig fehér ón (plumbum album) és fekete ón (plumbum nigrum) néven neveztek. Az ólom neve a nyelvújításkori magyar nevén ólmany volt. Mivel mindkét fém tulajdonsága az, hogy nehéz súlyú, olvadékony és ezüstös fémes csillogású, azt valószínűsítik, hogy ezek a tulajdonságok tükröződnek a súlyos, megdermedt bevonatot képző, jeges és csillogó ónos eső fizikai tulajdonságaiban és az ónos szitálás vagy az ónos idő kifejezésekben is. Az angol, a német vagy az újlatin nyelvekben „fagyott”, „darás” vagy „túlhűtött esőnek” nevezik.

## Kialakulása

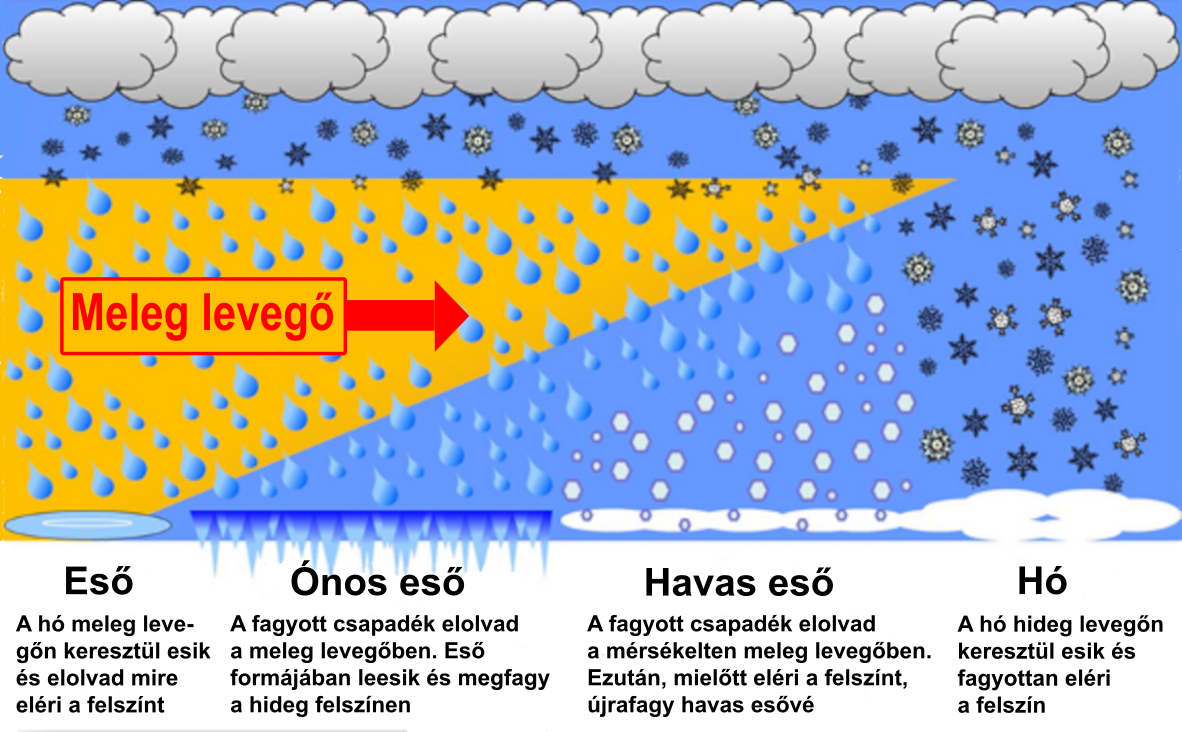
A különböző halmazállapotú csapadékfajták (eső, ónos eső, havas eső, hó) kialakulásának meteorológiai körülményei

Kialakulását az idézi elő, hogy a felső és alsó hideg légrétegek közé 0 °C-nál, a víz olvadáspontjánál  magasabb hőmérsékletű légréteg szorul, és ilyenkor a felső rétegben keletkezett hó a középső rétegben esőcseppé olvad, majd az alsó fagyos légrétegben jégdaraként vagy ónos esőként érkezik a csapadék, attól függően, hogy a részecskéknek volt-e elég idejük jéggé fagyni. A folyékony ónos eső a földet éréskor válik szilárd halmazállapotúvá. Ez a halmazállapot-változás igen gyorsan zajlik le. Az esőcsepp földetérésekor bekövetkező ütközés következtében indul be a víz megszilárdulásának folyamata, aminek hatására mindent beborító vékony jégpáncél alakul ki a tereptárgyakon.
A meleg légréteg hatására kialakuló ónos eső, többnyire a nagy hidegek közeli enyhülésének előjele. A Kárpát-medence időjárása kedvez az ónos eső kialakulásának.
Az OMSZ riasztási fokozatai szerint lehet:
- Gyenge ónos eső. A várt csapadékmennyiség általában néhány tized (> 0,1) mm.
- Tartós (többórás) ónos eső. A várt csapadékmennyiség meghaladhatja az 1 mm-t.
- Tartós (többórás) ónos eső. A várt csapadékmennyiség meghaladhatja az 5 mm-t.

Az európai időjárási vészjelző rendszer négy fokozatot különböztet meg. A zöld jelzés a veszélytelent, a sárga a potenciális veszélyt hordozó jelenségeket, a narancssárga és a piros színű jelzés pedig a veszélyt jelenti.